# Agustín Román
Agustín Alejo Román Rodríguez (* 5. Mai 1928 in San Antonio de los Baños, Kuba; † 11. April 2012 in Miami, Florida) war ein kubanischer Geistlicher. Er war Weihbischof im Erzbistum Miami und galt als „Anwalt“ der Exilkubaner in Florida.

## Leben
Agustín Alejo Román Rodríguez studierte Philosophie am San-Alberto-Magno-Seminar in Matanzas und Theologie am Seminary of Foreign Missionaries in Montreal. Er empfing am 5. Juli 1959 die Priesterweihe für das Bistum Matanzas. Aufgrund der politischen Verhältnisse in Kuba wurde er zusammen mit 132 anderen Geistlichen ausgewiesen und nach Spanien verschifft. Agustín Román reiste weiter nach Chile; 1966 ging er nach Miami. Dort gründete er das Heiligtum der „Barmherzigen Jungfrau von El Cobre“, welches zu einem religiösen Zentrum für lateinamerikanische Katholiken wurde. Román studierte Religionswissenschaften an der Barry University und Personalwissenschaften an der St. Thomas University in Miami Gardens.
Papst Johannes Paul II. ernannte ihn am 6. Februar 1979 zum Titularbischof von Sertei und zum Weihbischof im Erzbistum Miami. Er war der erste kubanische Bischof der USA. Der Erzbischof von Miami, Edward Anthony McCarthy, spendete ihm am 24. März 1979 die Bischofsweihe; Mitkonsekratoren waren René Henry Gracida, Bischof von Pensacola-Tallahassee, und John Joseph Fitzpatrick, Bischof von Brownsville.
Am 7. Juni 2003 nahm Papst Johannes Paul II. seinen altersbedingten Rücktritt an.